# Czyszczenia późne
Czyszczenia późne stanowią zespół zabiegów hodowlanych wykonywanych w młodnikach do okresu naturalnego wydzielania się drzew. Powtarzane zwykle co 3 - 5 lat. 
Zabiegi te mają na celu polepszenie warunków rozwoju drzewom o dobrej jakości hodowlanej, stąd w czyszczeniach późnych stosuje się selekcję pozytywną.
Proces technologiczny obejmuje:
- wyznaczenie drzew o niekorzystnych cechach, drzew przeszkadzających drzewom prawidłowym, dorodnym,
- usunięciu wyznaczonych drzew;
- następnie w przypadku ekonomicznej opłacalności pozyskania usuniętego surowca, wykonywana jest (najczęściej) ręczna lub konna zrywka drewna. Jeżeli cechy, właściwości wyciętego drewna są złe, drewno ma liczne wady, a jego ilość jest niewielka - pozostawia się je do naturalnej utylizacji.